# Eselsbrunnen (Halle)
Der Eselsbrunnen steht auf dem Alten Markt der Stadt Halle (Saale). Er wurde 1913 vollendet und zählt heute zu den bekanntesten Brunnen der Stadt.

## Standort und Vorgeschichte
Der Name des Platzes „Alter Markt“ erinnert daran, dass sich hier im frühen Mittelalter Halles Marktplatz befand. Zu Füßen der heute nicht mehr vorhandenen Michaeliskapelle soll dort schon im Jahre 1480 aus einer Wasserleitung erfrischendes Nass in einen so genannten Röhrenbrunnen geflossen sein. Der Brunnen wurde 1593 mit einer männlichen Steinfigur geschmückt. Diese Anlage wurde im Jahre 1868 durch einen einfachen Zinkbrunnen ersetzt.

## Der Brunnen

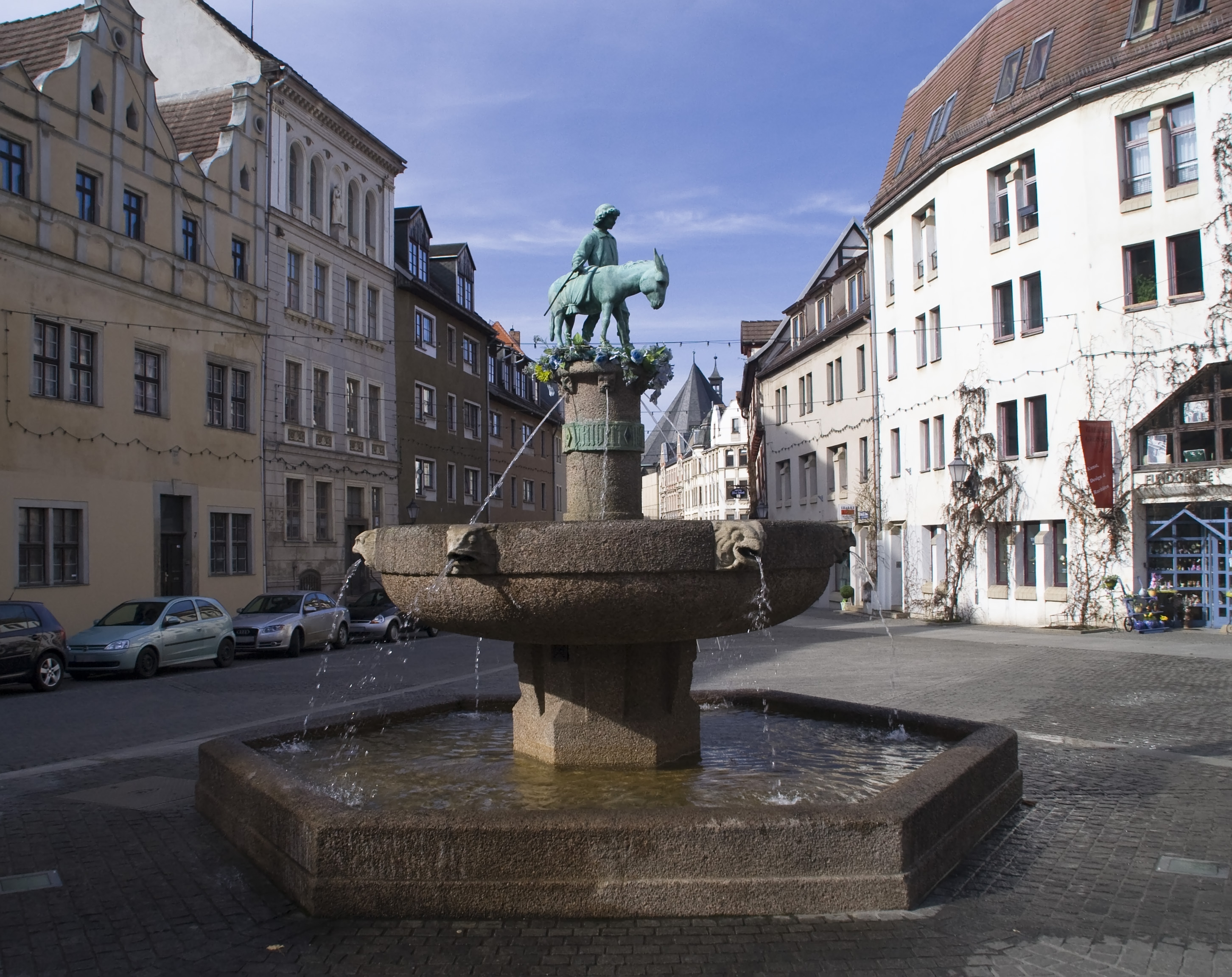
Der Eselsbrunnen in Halle auf dem Alten Markt

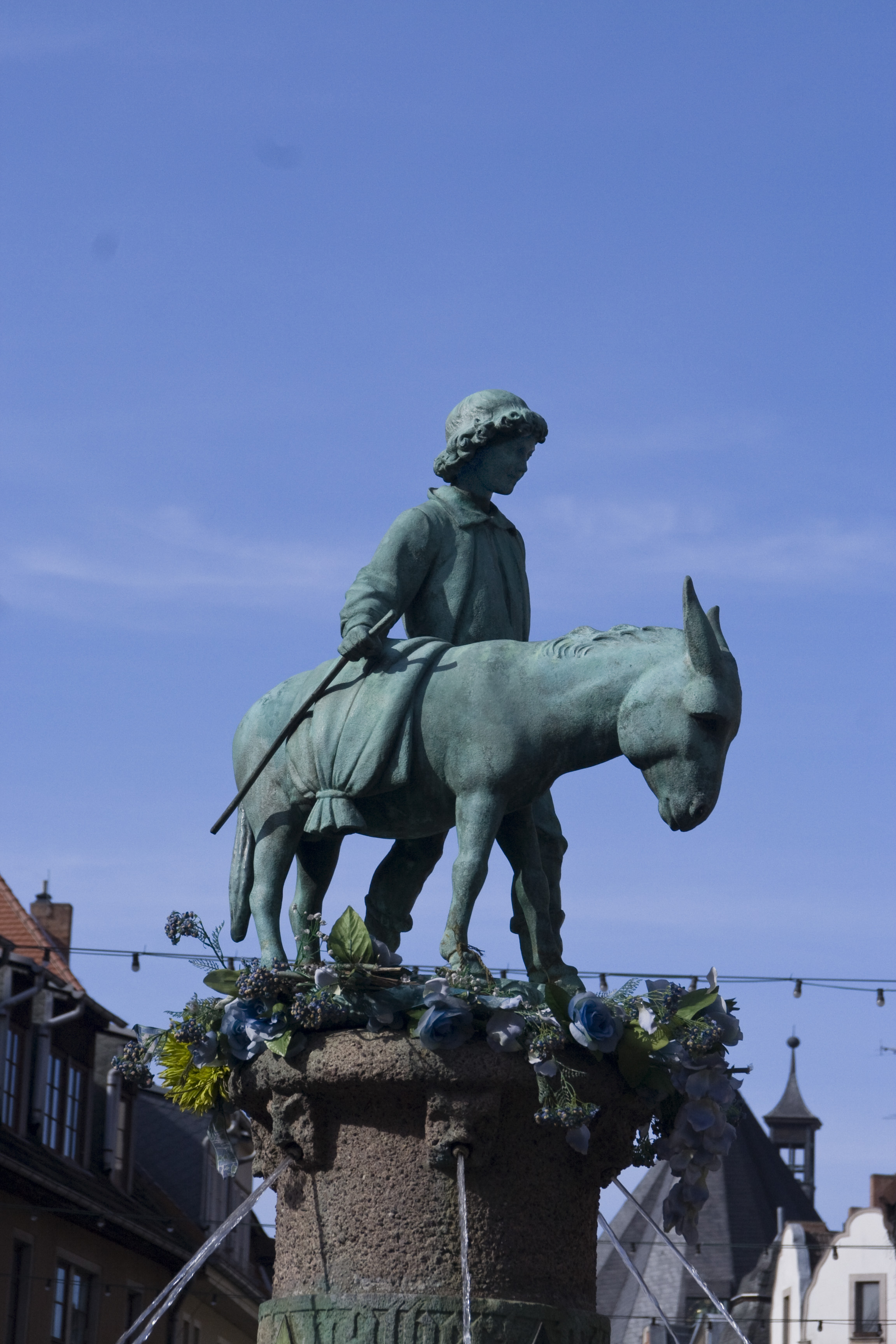
Vollansicht der Statuette

1905 stiftete ein Kaufmann (Martick), dessen Geschäftshaus schon ein halbes Jahrhundert am Alten Markt stand, einen größeren Geldbetrag für den Bau eines neuen, haltbareren Brunnens. Errichtet wurde eine zweischalige Brunnenanlage aus Betonguss in Jugendstilformen. 1906 war die Anlage im Prinzip vollendet, aber es fehlte noch der krönende Schmuck. Aus einem ausgeschriebenen Wettbewerb ging schließlich der hallesche Bildhauer Heinrich Keiling (* 1856; † 1940) als Sieger hervor.
Seine Plastik aus Bronze greift eine in Halle sehr populäre Sage auf. Diese erzählt vom Müllerburschen und seinem Esel, die beide unwissentlich zu Ehren kommen. Sie schreiten über Rosen, die eigentlich dem zu erwartenden Kaiser Otto I. gestreut worden waren. Nur hatte dieser wegen Saalehochwassers seine Einzugsroute in die Stadt kurzfristig ändern müssen. Die Geschichte wurde über die Jahrhunderte hinweg unterschiedlich erzählt. Manchmal ist da der Eseltreiber auch ein Arbeiter von den Salzsiedestätten im Tal zu Halle. Bereits im Jahr 1583 wurde das Motiv aufgegriffen und an der Nord-Ostseite der Marktkirche als Relief dargestellt (hier allerdings mit deutlichem Bezug zur Salztradition der Stadt). Auf jeden Fall traf die vollplastische Ausführung des halleschen Wahrzeichens, des „Esels, der auf Rosen geht“, bei den Hallensern sofort auf Gegenliebe. Die Einweihung der bis heute beliebten Brunnenfigur fand im Sommer 1913 statt.

## Vorkommnisse im Jahr 2015
Am 26. Januar 2015 wurde bekannt, dass Unbekannte den Schwanz der Eselstatue abgesägt hatten. Damit fehlten dem halleschen Wahrzeichen am Alten Markt vierzig Zentimeter seiner markanten Figur.
In der Nacht zum 14. April 2015 wurde schließlich versucht, die Figurengruppe zu entwenden. Dies misslang, die Verankerung wurde aber nachhaltig beschädigt. Aus diesem Anlass wurde die Statue noch am selben Tag in die Werkstatt des Bildhauers Markus Traub abtransportiert, wo der Esel u. a. auch seinen Schwanz zurückerhielt.
Der solange leer stehende Sockel wurde in der Nacht zum 19. April 2015 von zunächst Unbekannten mit der Skulptur eines Esels, welcher dem Esel der Shrek-Reihe ähnelt, verziert. In der Nacht zum 7. Mai 2015 wurde diese Ersatz-Skulptur entwendet. Zunächst wurde von einem Diebstahl ausgegangen, doch bald wurde beim sozialen Netzwerk Facebook eine Seite (Esel I) mit authentisch wirkenden Aufnahmen des Esels eingerichtet, die es als Entführung darstellte.
Die Urheber des ersten Shrek-Esels schufen und installierten daraufhin einen zweiten, der aber am 16. Mai ebenfalls gestohlen wurde. Anlässlich des Knoblauchmittwochs wurde am 27. Mai ein dritter Shrek-Esel präsentiert, der statt auf Rosen auf Knoblauchzehen stand. Am 29. Mai 2015, dem Tag der Eröffnung der Händel-Festspiele, kehrte die sanierte Figurengruppe schließlich auf den Brunnen zurück. Der dritte Esel wurde am 6. Juni 2015 der Stadtbibliothek Halle gestiftet.